# Archidiocèse de Boston
L'archidiocèse de Boston est un diocèse catholique des États-Unis. Situé dans l'État du Massachusetts, il a été créé en 1808, ce qui en fait l'un des plus anciens diocèses américains. Couvrant une partie nord-est de l'État, il est également le siège d'une province ecclésiastique couvrant la Nouvelle-Angleterre. Son siège est la cathédrale de la Sainte-Croix de Boston. Son archevêque est depuis le 5 août 2024 Richard Henning (en).

## Histoire
Jusqu'en 1808, c'est le diocèse de Baltimore, ancienne Préfecture apostolique des États-Unis d'Amérique, qui est l'autorité ecclésiastique pour l'ensemble des jeunes États-Unis indépendants. Mais dès 1803, ce monopole est contrarié par l'achat de la Louisiane, qui fait entrer le diocèse de Louisiane et des Deux Florides dans le territoire américain. Le pape Pie VII réorganise alors les diocèses dans les États du nord-est.

Blason de l'archidiocèse. Les trois monts d'or rappellent les collines sur lesquels Boston est construite, la croix le patronage du diocèse et de la cathédrale, et les vagues l'importance du port de Boston.

Le 8 avril 1808, le diocèse de Baltimore, élevé en archidiocèse, cède des territoires aux nouveaux sièges de Boston, Bardstown (en), New York et Philadelphie, dont il devient le siège métropolitain. Le nouveau diocèse de Boston couvre alors le Connecticut, le Maine (district dépendant du Massachusetts jusqu'en 1820), le Massachusetts, le New Hampshire, le Rhode Island et le Vermont.
Au cours du XIXe siècle, le nombre de catholiques en Nouvelle-Angleterre augmente rapidement, du fait de l'arrivée massive d'immigrants européens (en particulier irlandais), et l'Église doit s'adapter. Aussi, le 28 novembre 1843, le pape Grégoire XVI érige le diocèse de Hartford et lui attribue le Connecticut et le Rhode Island. Le 29 juillet 1853, Pie IX érige les diocèses de Burlington et de Portland, leur attribuant respectivement le Vermont pour le premier, le Maine et le New Hampshire pour le second, puis le 14 juin 1870, le diocèse de Springfield au Massachusetts, pour l'ouest du Massachusetts.
Le 12 février 1875, ce même pape érigea l'évêché de Boston en archidiocèse, et lui attribue comme suffragants les 6 diocèses constituant son actuelle province ecclésiastique.
Dans les années 1920, le cardinal William O'Connell déplace la chancellerie diocésaine du voisinage de la cathédrale, dans le South End, vers Lake Street, à Brighton. "Lake Street" finira par désigner les services diocésains, par métonymie. Néanmoins, en 2004, pour faire face aux condamnations pécuniaires en justice dans des affaires d'abus sexuels, la résidence archiépiscopale et la chancellerie de Lake Street sont vendues au Boston College voisin. Seul reste sur place le séminaire Saint-Jean. Les services diocésains se réinstallent à Braintree, près de 20km au sud de Boston.

## Territoire
L'archidiocèse de Boston couvre 6 comtés de l'est du Massachusetts, nommément les comtés d'Essex, de Middlesex, de Suffolk, de Norfolk et de Plymouth (à l'exception, pour ce dernier des trois towns de Mattapoisett, Marion et Wareham, à son extrémité Sud, relevant du diocèse de Fall River).
Son siège est, depuis sa création, la cathédrale Sainte-Croix, dans le quartier de South End, dans le centre de Boston.
Il est divisé en cinq régions pastorales, confiées à un vicaire épiscopal:
- Centre : Boston, Brookline, Cambridge, Somerville, Winthrop (64 paroisses dont la cathédrale Sainte-Croix et la basilique Notre-Dame-du-Perpétuel-Secours)
- Merrimack : Nord des comtés d'Essex et de Middlesex (49 paroisses)
- Nord : Sud du comté d'Essex et est du comté de Middlesex (64 paroisses)
- Sud : Comté de Plymouth et est du comté de Norfolk (59 paroisses)
- Ouest : Sud du comté de Middlesex et ouest du comté de Norfolk (67 paroisses)

## Province ecclésiastique
En 1875, l'archidiocèse, nouvellement érigé, devient métropolitain. 6 diocèses, auparavant suffragant de l'archidiocèse de New York, lui sont transférés : Burlington, Fall River, Manchester, Portland, Springfield et Worcester.
Avec la province ecclésiastique de Hartford, elle compose la Région I de la Conférence des évêques catholiques des États-Unis (USCCB), qui s'étend sur les 6 États de la Nouvelle-Angleterre, correspondant au territoire primitif du diocèse de Boston.

## Évêques puis archevêques
Ses prélats sont souvent nommés cardinaux.

## Enseignement catholique
En 2020, l'archidiocèse de Boston, via sa direction des écoles catholiques, est impliqué dans la gestion de 110 écoles rassemblant 32 500 élèves et 4400 employés. Il est également impliqué dans cinq établissements d'enseignement supérieurs (colleges) : 
- Boston College, Chestnut Hill
- Emmanuel College, Boston
- Marian Court College, Swampscott
- Merrimack College, North Andover
- Regis College, Weston

Enfin, l'archidiocèse est responsable de trois séminaires :
- le séminaire national Saint-Jean-XXIII, dédié aux vocations tardives[2]
- le séminaire Saint-Jean, situé à proximité immédiate de la faculté de théologie et de pastorale du Boston College, qui forme les séminaristes provenant de la province ecclésiastique de Boston ainsi que du diocèse de Rochester (New York)[3].
- le séminaire missionnaire archidiocésain Redemptoris Mater, du Chemin néocatéchuménal[4]

## Voir également